# Trichomachimus basalis
Trichomachimus basalis là một loài ruồi trong họ Asilidae. Trichomachimus basalis được Oldroyd miêu tả năm 1964. Loài này phân bố ở vùng Cổ Bắc giới và châu Á.